# Chaetocnema aridula
Chaetocnema aridula es un insecto coleóptero de la familia Chrysomelidae. Fue descrita científicamente por primera vez en 1827 por Gyllenhaal.